# Walter Hauser
Walter Hauser (ur. 1 maja 1837, zm. 22 października 1902 w Bernie) – szwajcarski polityk, członek Rady Związkowej od 13 grudnia 1888 do śmierci. Kierował następującymi departamentami:
- Departament Obrony (1889–1890)
- Departament Finansów (1891–1899, 1901–1902)
- Departament Polityczny (1900)[1]

Był członkiem Radykalno-Demokratycznej Partii Szwajcarii.
Pełnił funkcje wiceprezydenta (1891, 1899) i prezydenta (1892, 1900) Konfederacji.